# Tomáš Vestenický
Tomáš Vestenický (Nagytapolcsány, 1996. április 6. –) szlovák labdarúgó, a szlovák Zlaté Moravce játékosa.

## Pályafutása

### Klubcsapatokban
Vestenický a szlovák FC Nitra akadémiáján nevelkedett, a felnőtt csapatban 2013-ban mutatkozott be. 2015 és 2016 között az olasz élvonalbeli AS Roma labdarúgója volt, azonban sem bajnoki-, sem kupamérkőzésen nem lépett pályára, kölcsönben előbb a Modena FC, majd a lengyel KS Cracovia labdarúgója volt. Utóbbi csapat 2016-ban le is igazolta őt.

### Válogatottban
Többszörös szlovák utánpótlás-válogatott. Tagja volt a 2013-as U17-es labdarúgó-Európa-bajnokságon, a 2013-as U17-es labdarúgó-világbajnokságon és a 2017-es U21-es labdarúgó-Európa-bajnokságon szerepelt szlovák keretnek is.